# Charles Dumoulin

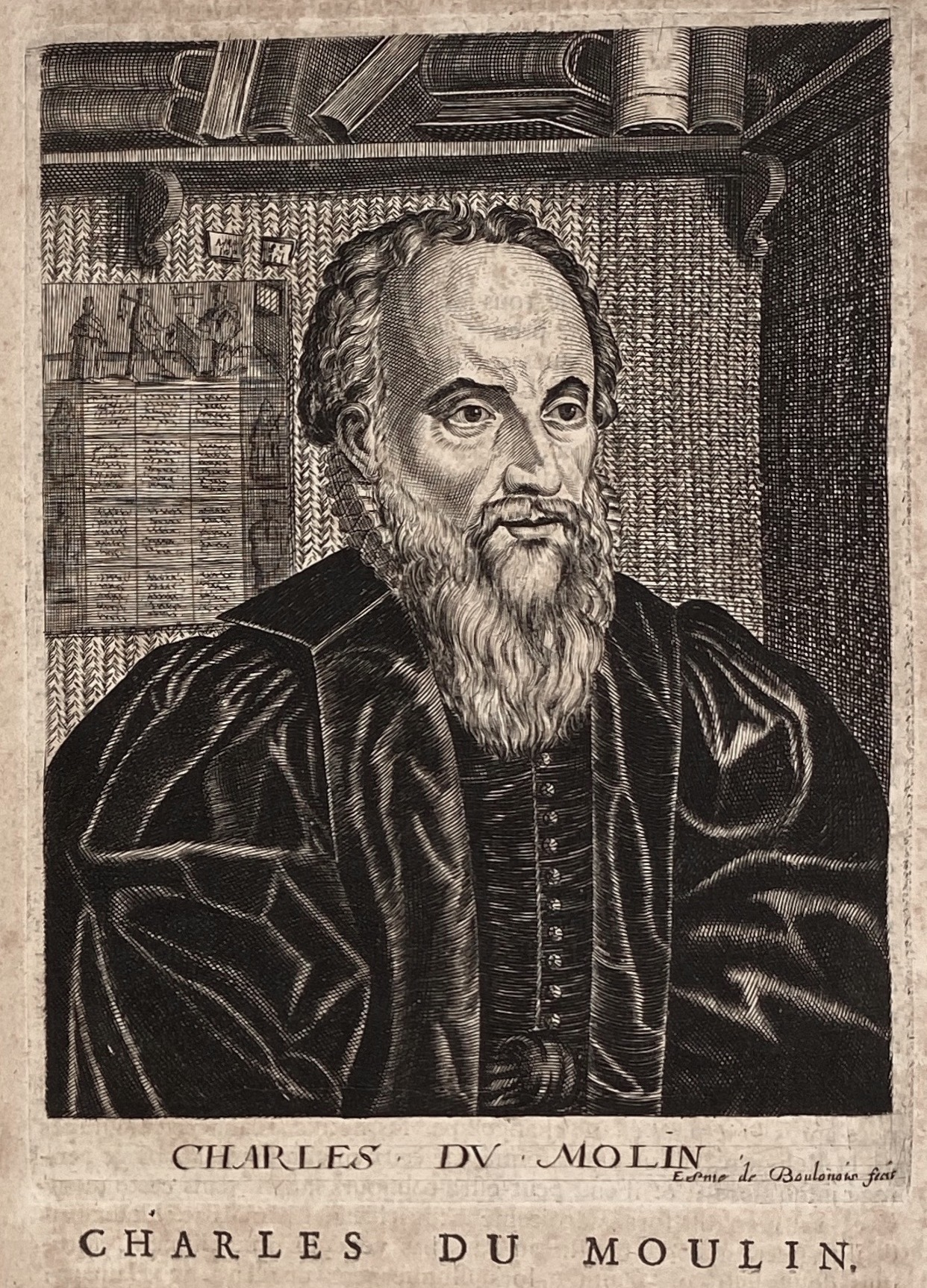
Portretgravure (1682)

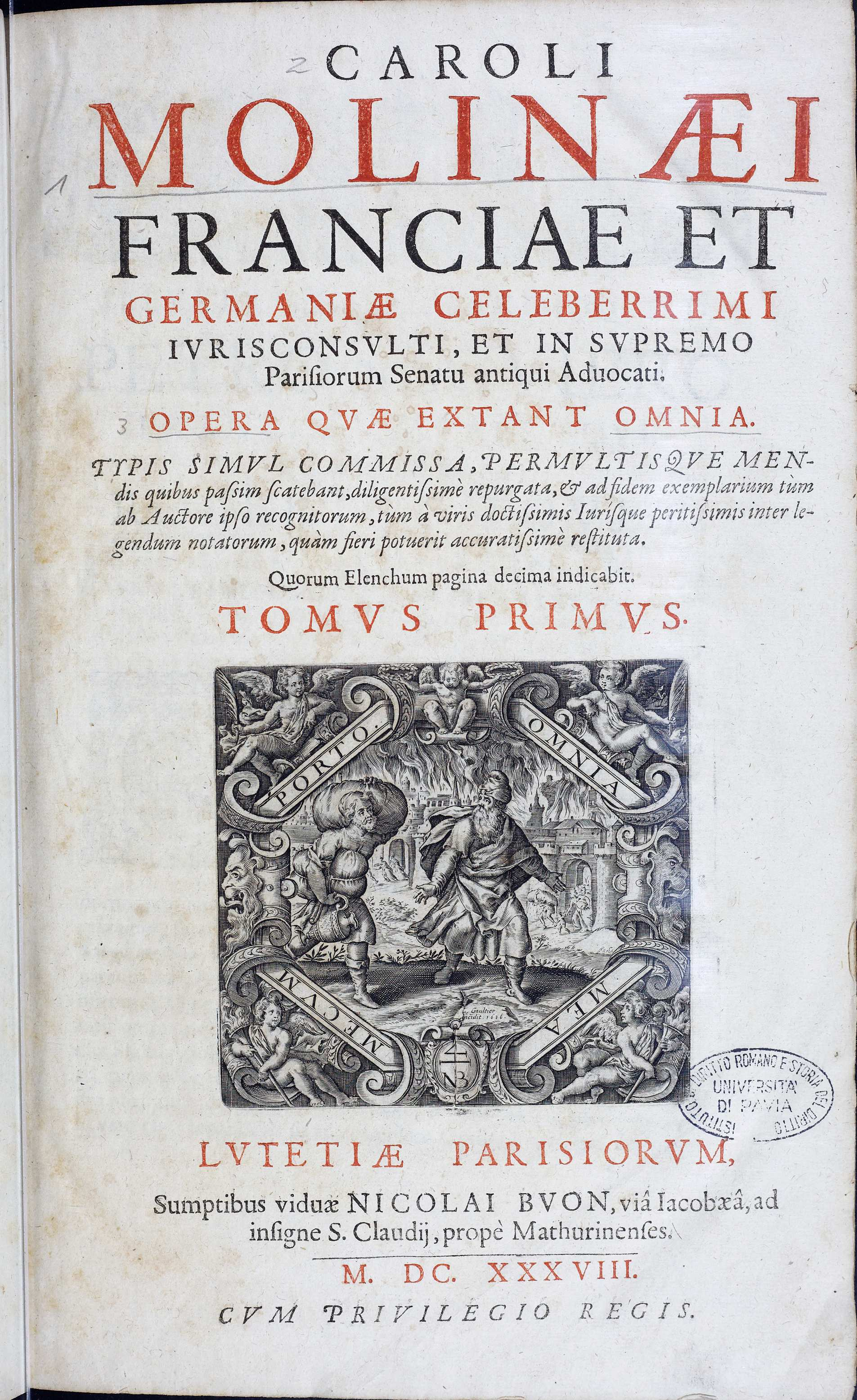
Titelblad van Dumoulins verzameld werk (1638)

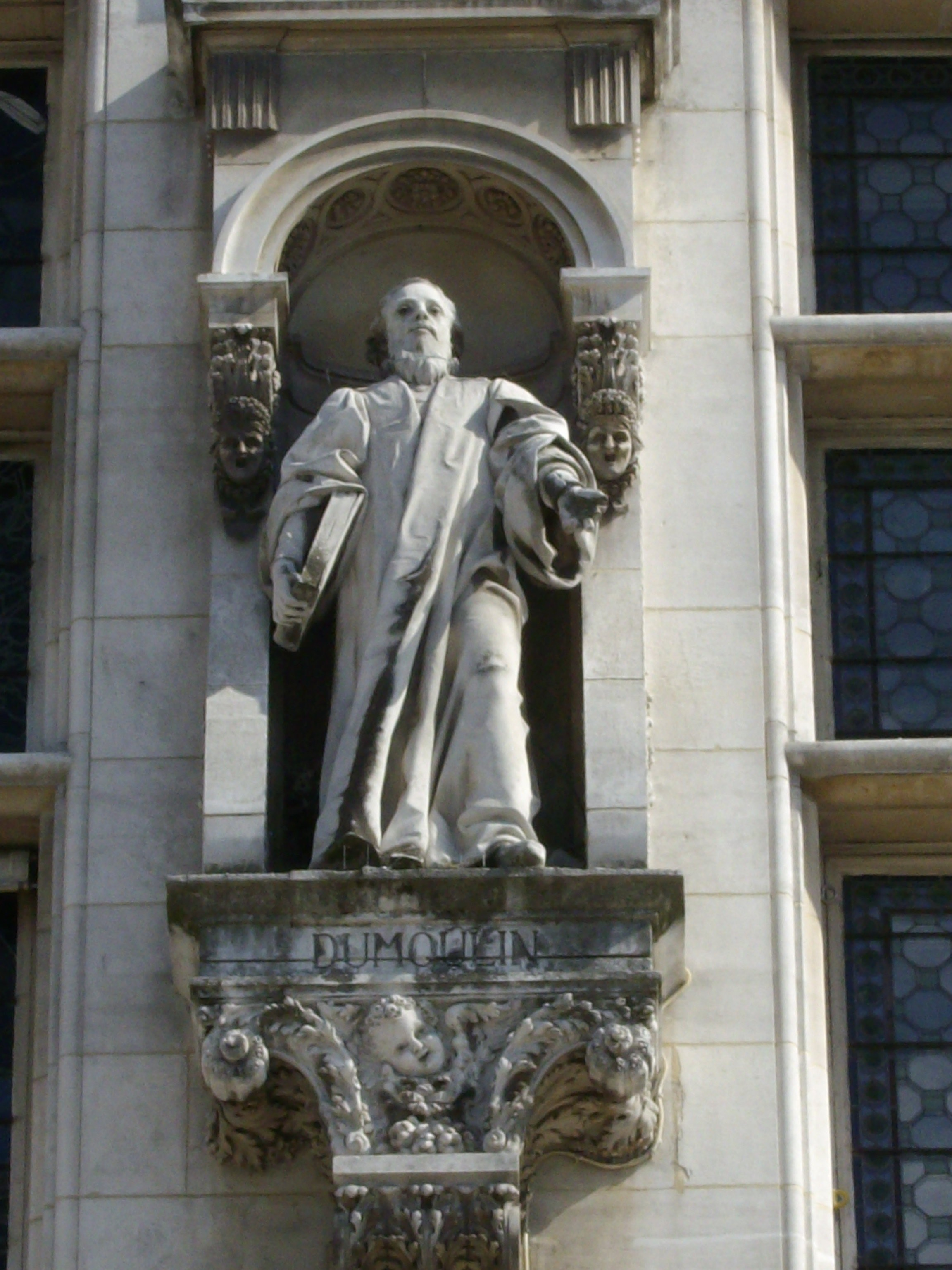
19e-eeuws standbeeld op het stadhuis van Parijs door Daniel-Dupuis

Charles Dumoulin, verlatijnst Carolus Molinaeus (Parijs, 1500 – aldaar, 28 december 1566) was een Frans rechtsgeleerde, die in zijn geschriften het absolutisme en het gallicanisme verdedigde. Hij streefde naar de codificatie en unificatie van het Franse gewoonterecht. Op religieus en theologisch vlak zocht hij een evenwicht tussen individuele autonomie en nationaal belang. In godsdienstig troebele tijden laveerde hij eigenzinnig tussen het calvinisme, het lutheranisme en het katholicisme.

## Leven
Charles Dumoulin was de zoon van een adellijke advocaat. Op vijftienjarige leeftijd ging hij rechten studeren in Orléans. Hij vervolgde wellicht met canoniek recht in Poitiers en keerde terug naar Orléans voor zijn doctoraat in de beide rechten, dat hij in 1522 behaalde. Hij ging werken in de advocatuur, eerst aan het Grand Châtelet en dan aan het Parlement van Parijs. Doordat hij stotterde, deed hij vooral schriftelijk werk. In 1535 verliet hij de balie en ging hij zich toeleggen op het schrijven van boeken.
Hij verwierf bekendheid als commentator van de costumiere rechtstelsels van Frankrijk. In 1539 verscheen het eerste deel van zijn Commentarii in consuetudines Parisienses, waarin hij het feodaal gewoonterecht van Parijs toelichtte. Daarin verdedigde hij de Parijse costuymen met de nieuwe methodes van het juridisch humanisme. In 1546 pleitte hij voor de unificatie van het Franse recht op basis van de costuymen van Parijs. Niet het Romeins recht, maar het gewoonterecht moest de basis vormen van een Frans ius commune. Pas in 1552 voltooide hij zijn Commentarii. Ze waren zo invloedrijk dat zijn opmerkingen maatgevend waren toen de costumiere redactie van 1510 die hij gebruikt had, in 1580 werd herzien.
Hoewel Dumoulin geen expliciet constitutionele werken publiceerde, ontwikkelde hij een theorie van monarchale macht waarin hij de aanzet gaf om de feodale vermenging van eigendom en macht te ontwarren. Jean Bodin en Charles Loyseau zouden dit verder doortrekken. Dumoulins verzet tegen het "feodaal complex" zou nog directe invloed hebben op de Franse revolutionairen.
In 1551 nam Dumoulin het op voor koning Hendrik II in diens strijd met paus Julius III. Hij legitimeerde het recht van de koning om in te grijpen tegen abusieve benoemingen door de Heilige Stoel. Toen Hendrik II echter afzag van een nationale kerk naar Engels model, werd de antipauselijke Dumoulin geslachtofferd voor deze verzoening. In mei 1552 begon de Sorbonne een onderzoek naar hem en ook het parlement startte een vervolging.
De 52-jarige Dumoulin begon een zwerftocht langs Bazel, Genève, Straatsburg en Marburg. Hij werd opgevangen door hugenoten en kreeg dankzij Heinrich Bullinger een positie aan de Universiteit van Tübingen. Zijn compromisloze calvinisme bracht hem echter in conflict met de lutheranen. Daarop ging hij doceren in Montbéliard en Dole, om via Besançon en Troyes in 1557 terug te keren naar Parijs. 
Daar bracht hij een commentaar op het Decretum Gratiani uit waarin hij de aandacht trok op vervalsingen. Zijn werken werden in 1559 op de Index librorum prohibitorum geplaatst, wat in 1564 en 1659 zou worden bevestigd. Bij het uitbreken van de Hugenotenoorlogen in 1562 werd Dumoulins huis geplunderd en moest hij opnieuw vluchten. Hij vond onderdak in het calvinistische Lyon, maar het duurde niet lang voor hij als ketter werd uitgestoten.
In januari 1564 keerde hij terug naar Parijs, waar hem een nieuw conflict met de katholieken wachtte. In zijn boek Conseil sur le faict du concile de Trente verzette Dumoulin zich in 1564 tegen de aanvaarding van de decreten van het Concilie van Trente in Frankrijk. Het parlement liet hem opsluiten omdat de publicatie zonder toestemming van de koninklijke censuur had plaatsgevonden.
Ook bij de calvinisten kwam hij in de problemen, doordat hij Jean Morély bijtrad in diens oppositie tegen het theocratische bestuurssysteem opgelegd vanuit Genève. Hij bekritiseerde ook de gestrengheid en het sturen van buitenlandse predikanten naar Frankrijk. Tegen het einde van zijn leven verklaarde hij zich luthers, om op zijn sterfbed weer katholiek te worden.

## Publicaties
- Prima pars commentariorum in consuetudines parisienses (1539)
- Tractatus commerciorum, contractuum, redituumque pecunia constitutorum et monetarum (1545)
- Tractatus de eo quod interest (1546)
- Oratio de concordia et unione consuetudinum Franciae (1547)
- Sommaire du Traité des usures (1547)
- Notae in commentarium Dini Muxellani in regulas iuris pontificii (1548)
- Annotationes ad ius pontificium (1550)
- Commentarius ad edictum Henrici II contra parvas datas et abusus Curiae Romanae (1551)
- Commentarii in consuetudines Parisienses (1552)
- Nova et analytica explanatio rubricae et l. 1 et l. 2 De verborum obligationibus (1559)
- Consilia et responsa iuris (1560)
- Extricatio labyrinthi dividui et individui (1561)
- Traité de l’origine, progrès, excellence du Royaume et Monarchie des François et couronne de France (1561)
- Catéchisme ou sommaire de la doctrine chrétienne (1563)
- Consultation de Paris pour la noblesse de Picardie (1564)
- Consilium super commodis vel incommodis novae sectae seu ficticiae religionis Jesuitarum (1564)
- Conseil sur le faict du concile de Trente (1564)
- Collatio et unio quatuor Evangelistarum (1565)
- Notae solemnes, opgenomen in Le Grand Coutumier (1567)
- Tractatus duo analytici (1577)

Zijn verzameld werk werd in 1638 uitgegeven onder de titel Opera quae extant omnia.

## Voetnoten
1. ↑  Rafe Blaufarb, The Great Demarcation. The French Revolution and the Invention of Modern Property, 2019, p. 19-20

- Bibsys: 2035882
- Biblioteca Nacional de España: XX4991697
- Bibliothèque nationale de France: cb12198126c (data)
- Catàleg d'autoritats de noms i títols de Catalunya: 981058511117906706
- CiNii: DA01358349
- Gemeinsame Normdatei: 118681206
- International Standard Name Identifier: 0000 0001 2320 0281
- Library of Congress Control Number: n50051737
- Nationale Bibliotheek van Tsjechië: mzk2009533657
- Nationale Bibliotheek van Israël: 987007277675305171
- Nationale en Universitaire bibliotheek Zagreb: 000424713
- Nederlandse Thesaurus van Auteursnamen: 071653678
- Réseau des bibliothèques de Suisse occidentale: 02-A000053165
- Istituto Centrale per il Catalogo Unico: SBLV314634
- LIBRIS: 342097
- SNAC: w69d0b6k
- Système universitaire de documentation: 030598443
- Virtual International Authority File: 22188327
- WorldCat: E39PBJkD3tkPTwwYx6FHThkRrq